# Luis Zabala
Luis Zabala, né le 4 mai 1912 à Durango (Pays basque, Espagne) et mort le 30 septembre 1986, est un footballeur espagnol qui jouait au poste de défenseur.
Il est l'arrière-grand-père du footballeur international Marcos Alonso.

## Biographie
Luis Zabala débute professionnellement en 1932 avec l'Athletic Bilbao où il joue pendant neuf saisons. Avec l'Athletic, il remporte deux fois le championnat d'Espagne, en 1934 et 1936. Il remporte aussi deux Coupes d'Espagne, en 1932 et 1933.
Après un bref passage au Real Oviedo, Zabala rejoint le FC Barcelone avec qui il gagne la Coupe d'Espagne en 1942.

## Palmarès
Avec l'Athletic Bilbao :
- Champion d'Espagne en 1934 et 1936
- Vainqueur de la Coupe d'Espagne en 1932 et 1933

Avec le FC Barcelone :
- Vainqueur de la Coupe d'Espagne en 1942